# Álex Corredera
Alexandre „Álex“ Corredera Alardi (* 19. März 1996 in Sant Joan de les Abadesses) ist ein spanischer Fußballspieler.

## Karriere
Corredera begann seine Karriere beim FC Barcelona. Zur Saison 2015/16 wechselte zur Reserve von Deportivo La Coruña. Für diese spielte er insgesamt 73 Mal in der Tercera División. Zur Saison 2017/18 wechselte er zur UD Almería. Dort spielte er zunächst ebenfalls für die Reserve, ehe er im Oktober 2017 sein Debüt in der Segunda División für die Profis gab. Bis Saisonende absolvierte er drei Zweitligapartien, für die Reserve absolvierte er 34 Spiele in der vierten Liga.
Zur Saison 2018/19 wechselte Corredera zu Drittligist Real Murcia. Für Murcia spielte er 19 Mal in der Segunda División B, ehe er im Januar 2019 zur Reserve des FC Valencia wechselte. Für Mestalla spielte er 17 Mal in der dritthöchsten Spielklasse. Zur Saison 2019/20 wechselte er weiter innerhalb der Segunda División B zum CD Badajoz. Für diesen kam er in zwei Jahren zu 47 Drittligaeinsätzen, in denen er zwölf Tore erzielte.
Zur Saison 2021/22 wechselte Corredera zu Zweitligist CD Teneriffa. Beim Klub auf den Kanaren verbrachte er drei Jahre, in denen er 108 Zweitligaspiele absolvierte. Im September 2024 ging der Mittelfeldspieler erstmals ins Ausland und wechselte nach Russland zu Erstliga-Aufsteiger FK Chimki.